# Битка код Аде
Битка код Аде одиграла се 11. августа 490. године између Острогота под Теодорихом и италијанског краља Одоакара.
Теодорих је однео одлучну победу у бици. После похода на Сочи и код Вероне, овом победом Теодорих је комачно завладао Италијом, али се Одоакар одржао у Равени до фебруара 493. године.